# Stuttgarter elektronische Studienbibel
Die Stuttgarter elektronische Studienbibel (SESB) war ein Computerprogramm zur Arbeit mit den wissenschaftlichen Textausgaben der Bibel, ergänzt durch Übersetzungen in verschiedenen Sprachen und Hilfsmittel wie Wörterbücher und Lexika. Das kostenpflichtige Programm wurde von der Deutschen Bibelgesellschaft verlegt. Die letzte Version 3.0 erschien 2009.

## Merkmale

Screenshot der SESB

Die SESB war eine für das wissenschaftliche Bibelstudium entwickelte Software, die auf der Technik von Logos Bible Software aufbaute. Sie enthielt vor allem damals aktuelle originalsprachliche wissenschaftliche Textausgaben der hebräischen Bibel (Tanach) und des griechischen Neuen Testaments. Das sind für das Alte Testament die Biblia Hebraica Stuttgartensia und für die Septuaginta die kritische Ausgabe des Göttinger Septuaginta-Unternehmens sowie für das Neue Testament das Novum Testamentum Graece jeweils mit ihren textkritischen Apparaten.
Mit der Software konnte man die angeführten Urtext-Ausgaben morphologisch und nach Lemmata untersuchen. Für die Hebräische Bibel wurde dazu in Zusammenarbeit mit der Freien Universität Amsterdam das Modul „Quest“ entwickelt.
Daneben waren zahlreiche Bibelübersetzungen verfügbar. Zu den Hilfsmitteln gehörten Wörterbücher der biblischen Sprachen in verschiedenen modernen Sprachen, sowie Lexika zur Bibel und Datensammlungen, die auf die Bedürfnisse von Bibelwissenschaftlern ausgerichtet sind. Es war zudem möglich, eigene Notizen mit beliebigen Textstellen zu verknüpfen oder Vers-, Stellen- und Wortlisten anzulegen. Dem Softwarepaket lag die Libronix Digitale Bibliothek (heute fortgeführt als Logos Bible Software) zugrunde, deren Produkte modular eingebunden werden konnten.

## Nachfolger
Mit der Version 3 endet die Geschichte der Stuttgarter elektronische Studienbibel. Die SESB 3.0 beruhte auf Libronix 3.0 und erschien 2009. Diese Software-Version wurde nur bis Windows Vista voll unterstützt. Da die SESB bereits mit Logos Bibelsoftware kompatibel war, werden einige Bestandteile der SESB nun dort angeboten.
Die meisten SESB-Werke lassen sich in Logos auf Windows, Mac OS, Android und iOS weiterhin kostenlos verwenden. Bestehende Nutzer können ihr Konto (das wie ein Logos-Benutzerkonto funktioniert) in der aktuellen Logos-Version 8 mit deutscher Benutzeroberfläche benutzen.